# Bernardo de la Madre de Dios
Bernardo de la Madre de Dios (Lisboa, 1537 - Lisboa, 8 de agosto de 1587) fue sacerdote católico, religioso trinitario, procurador general y profesor portugués.

## Biografía
Bernardo de la Madre de Dios nació en Lisboa hacia a inicios del siglo XVI. Ingresó en el convento de los trinitarios de Lisboa, donde profesó sus votos religiosos el 25 de diciembre de 1557 y fue ordenado sacerdote. Fue nombrado procurador general de la Orden y en su cargo logró demostrar que el religioso trinitario Miguel de Contreras fue el fundador de la Hermandad de las Misericordias. Una vez demostrada la autoría de Contreras consiguió que en los estandartes de dicha hermandad se colocaran las iniciales F.M.I. Frater Michael Institutor («Fray Miguel Fundador»).
En 1575, Bernardo de la Madre de Dios fundó la Hermandad de Todos los Santos y Fieles de Dios, a la cual pertenecieron muchos miembros de la Cámara real y el mismo rey de Portugal era su juez perpetuo. Por medio de dicha hermandad se dedicó a recoger limosnas para la redención de cautivos y a partir de ella se originó el Hospital Real de Todos los Santos. Bernardo fue nombrado ministro de Santarem. Falleció en Lisboa el 8 de agosto de 1587. De él se conservan algunos manuscritos, entre los que destaca su estudio realizado sobre el origen e institución de la Hermandad de las Misericordias.